# فریگیت کلاس سرینکاپاتام

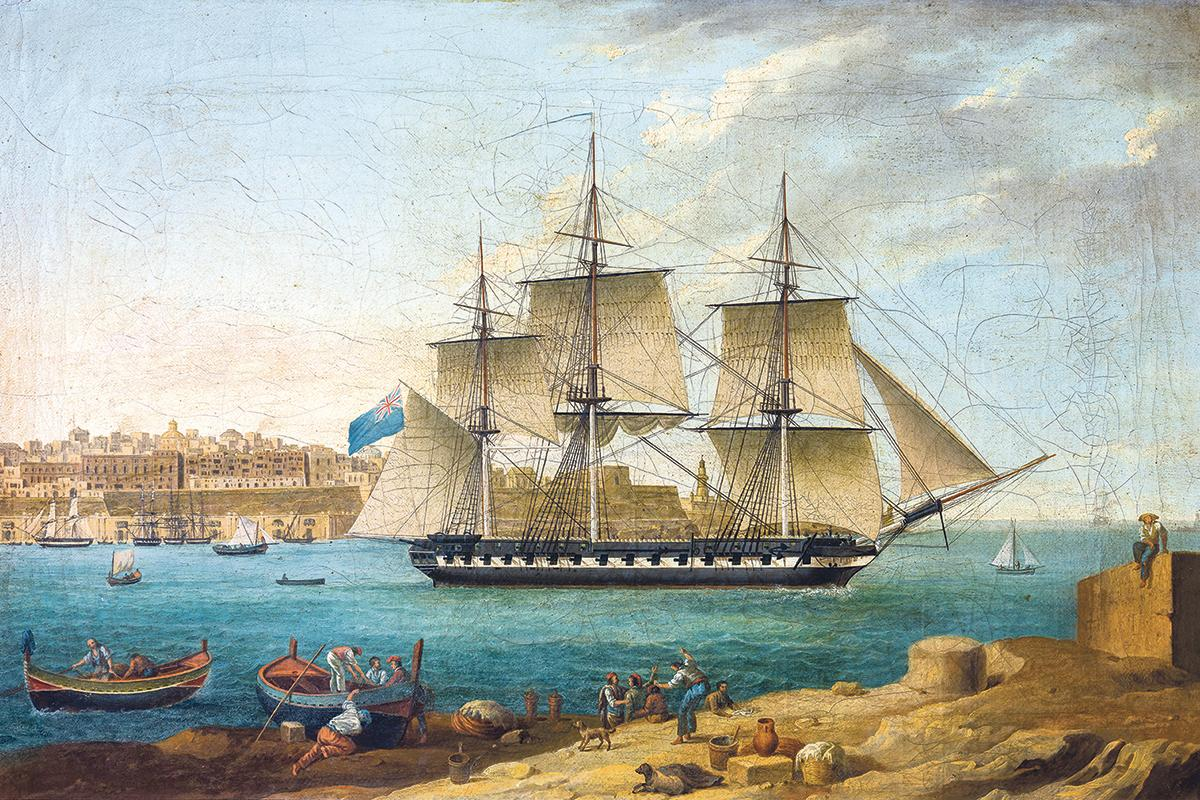
عکس فریگیت کلاس سرینکاپاتام

فریگیت کلاس سرینکاپاتام (به انگلیسی: Seringapatam-class frigate) یک کلاس از کشتی است که طول آن ۱۵۷ فوت ۶ اینچ (۴۸٫۰۱ متر) می‌باشد.